# Donji Volar
Donji Volar su naseljeno mjesto u sastavu općine Prijedor, Republika Srpska, BiH.

## Stanovništvo
| Donji Volar        |              |
| godina popisa      | 1991.        |
| Srbi               | 287 (83,43%) |
| Hrvati             | 50 (14,53%)  |
| Muslimani          | 4 (1,16%)    |
| Jugoslaveni        | 2 (0,58%)    |
| ostali i nepoznato | 1 (0,29%)    |
| ukupno             | 344          |